# Wolfgang Hielle
Wolfgang Hielle (7. února 1820 Krásný Buk – 30. října 1869 Krásný Buk) byl rakouský podnikatel a politik německé národnosti z Čech, v 60. letech 19. století poslanec Českého zemského sněmu.

## Biografie
Působil jako továrník v Krásné Lípě. Podnik se zabýval produkcí lněných nití a příze. Byl společníkem firmy Hielle a Dittrich v Krásné Lípě. Od roku 1862 byl členem spolku Verein fur Geschichte der Deutschen in Böhmen. Patřily mu statky Hořetice a Žiželice. Byl starostou Krásného Buku (Schönbüchel).
Po obnovení ústavního systému vlády počátkem 60. let se zapojil i do vysoké politiky. V zemských volbách v Čechách roku 1861 byl zvolen na Český zemský sněm, kde zastupoval kurii městskou, obvod Mikulášovice, Zeidlery, Krásná Lípa. Mandát zde obhájil i v zemských volbách v lednu 1867 a zemských volbách v březnu 1867. Patřil k tzv. Ústavní straně, která byla liberálně, centralisticky a provídeňsky orientovaná. Rezignoval před zářím 1869. Na sněmu ho nahradil Moritz Raudnitz.
Zemřel v říjnu 1869 po dlouhé nemoci.
Jeho bratr byl německý průmyslník Karl Theodor Hielle (1822–1871). Jeho otec byl Wolfgang Hielle (1787–1844) z Krásného Buku.